# コニーズ・イン
コニーズ・イン (Connie's Inn) は、ニューヨークのハーレムにあったナイトクラブで、1923年にコニー・イママン（Connie Immerman、出生名：コンラッド・イママン、Conrad Immerman、1893年 – 1967年が、ふたりの兄弟ジョージ（George Immerman、1884年 – 1944年）とルイ（Louie Immerman、1882年 – 1955年）との共同経営で開業した店であった。ラトビアからの移民であったイママン兄弟は、ハーレムでデリカテッセンを経営し、密造酒を取り扱う業者として財をなした。1923年から1934年にかけて、彼らのクラブは、7番街2221番地 (2221 Seventh Avenue) の131丁目 (131st Street) との角にあった。当時そこに出演していた中には、ルイ・アームストロング、ファッツ・ウォーラー、ウィルバー・スウェットマン、ペッグ・レッグ・ベイツ、ブリックトップ、フレッチャー・ヘンダーソンといった面々が含まれていた。コットン・クラブとは違い、コニーズ・インはもっぱらアフリカ系アメリカ人の演者たちを舞台に上げながら、入店する客を白人に限定していなかった。ジーグフェルド・フォリーズのメンバーたちや、富豪でもあったガートルード・ヴァンダービルト・ホイットニー、そのほか数多くの人々が、コニーズ・インのショーを観るためダウンタウンから集まり、ここの演目であったレビューがブロードウェイに移動する上で影響力をもった。
最盛期には、レナード・ハーパーが、コニーズ・インの専属プロデューサーを務めていた。
1930年代前半、イママン兄弟はコニーズ・インをダウンタウンに移転させた。移転後に生み出された、彼らにとって最後の偉大なレビューのひとつがビリー・ホリデイ主演のミュージカル『Stars Over Broadway』で、ホリデイが病気で休演している間は、ベッシー・スミスが臨時に代役を務めた。
世界恐慌のあおりで、コニーズ・インは閉店に追い込まれ、イママン兄弟はそれぞれ別々の職に就いた。ハーレムの店舗は、後にクラブ・ウバンギ (Club Ubangi) として再開され、グラディス・ベントリーや、コメディアンのジャッキー・メイブリー（後のマムス・メイブリー）など、有名な同性愛者、両性愛者の芸人たちを舞台に上げた。